# Красный (Чернышковский район)
Красный — посёлок в Чернышковском районе Волгоградской области. Входит в состав Красноярского сельского поселения.